# Heemskirk River
Der Heemskirk River ist ein Fluss im Nordwesten des australischen Bundesstaates Tasmanien.

## Geografie

### Flusslauf
Der rund 16 Kilometer lange Heemskirk River entspringt an den Nordhängen des Mount Agnew und fließt nach Norden. Er mündet ungefähr 27 Kilometer westlich von Rosebery in den Lake Pieman und damit in den Pieman River.

### Durchflossene Stauseen
- Lake Pieman – 102 m[1]